# Nyctidromus
Nyctidromus is een geslacht van vogels uit de familie van de Nachtzwaluwen (Caprimulgidae). De wetenschappelijke naam van het geslacht is voor het eerst geldig gepubliceerd in 1838 door John Gould.

## Soorten
De volgende soorten zijn bij het geslacht ingedeeld:
- Nyctidromus albicollis – Pauraque
- Nyctidromus anthonyi – Ecuadornachtzwaluw